# Demetre Chiparus

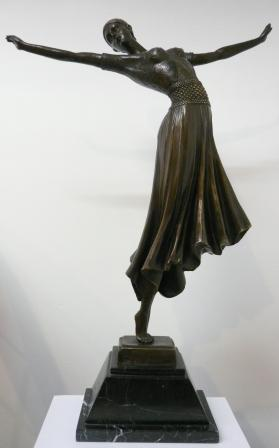
De danseres - CHIPARUS

Demetre Haralamb Chiparus (Dorohoi, 16 september 1886  - Parijs, 22 januari 1947) was een Roemeens art-deco-beeldhouwer die het grootste deel van zijn leven in Parijs werkte. 

## Carrière
Chiparus werd geboren in Roemenië in 1886 en reisde in 1912 naar Parijs. Hij volgde school in Italië en aan de École des Beaux Arts in Parijs, en hij exposeerde op de Salon in 1914. Chiparus was bijzonder bedreven in de techniek van chryselephantine, de combinatie van brons en ivoor tot dramatische, gestileerde sculptuur te produceren. 
Hij produceerde de meeste van zijn beroemde werken tussen 1914 en 1933 in Parijs: het was een spannende plek in de jaren voorafgaand aan de Tweede Wereldoorlog, toen art-decostijl en swingende goede tijden in de mode waren net als in de Verenigde Staten. Zijn latere werk in de jaren 1920 werden beïnvloed door zijn interesse in Egypte, na de ontdekking van het graf van farao Toetanchamon. Enkele van zijn meest opwindende werken zijn dansers uit het Russische ballet, Franse theater, en het begin van bewegende beelden. Lange en magere danseressen werden uitgebeeld in beweging, gekleed in hoge art-decostijl. Chiparus werkte voornamelijk met de Etling Foundry in Parijs. Hij stierf in 1947.

## Waardering
Zijn bekendste en meest gewaardeerde werken maakte hij tussen 1914 en 1933. Hij kende internationaal succes bij het publiek, maar ontving weinig waardering bij kunstcritici. Na de Tweede Wereldoorlog verdween de interesse in zijn werk. Pas vanaf de jaren 1980 werd zijn werk weer gewild.